# Tumult
Tumult (łac. tumultus – zgiełk) – nazwa zaburzeń, zamieszek w czasach I Rzeczypospolitej. Najczęściej były to starcia na tle wyznaniowym połączone z bezczeszczeniem przedmiotów kultu.
Do najbardziej znanych należą:
- tumult gdański 1525–1526 – antykatolickie wystąpienie luterańskiego pospólstwa i plebsu Gdańska, zakończone ścięciem 14 zwolenników luteranizmu,
- tumult warszawski w 1525 – wystąpienie pospólstwa przeciw nierówności w dostępie do handlu i nierównego traktowania cechów rzemieślniczych,
- tumult krakowski 1574 – zburzenie zboru ewangelickiego przez katolików, głównie żaków Akademii Krakowskiej,
- tumult wileński 1611 – 2 i 3 lipca podczas tumultu splądrowano i spalono zbór kalwiński oraz zabito pastora,
- tumult lubelski 1627 – zburzenie zboru braci polskich,
- tumult toruński w 1724 – wystąpienie luterańskiego mieszczaństwa Torunia przeciwko jezuitom.